# Chris Hipkins
Christopher John Hipkins (sinh ngày 5 tháng 9 năm 1978) là một chính trị gia thuộc Đảng Lao động, ông kế nhiệm Jacinda Ardern giữ chức Thủ tướng New Zealand vào ngày 7 tháng 2 năm 2023. Ông từng giữ chức Bộ trưởng Bộ Giáo dục, Bộ trưởng Bộ Cảnh sát, Bộ trưởng Bộ Công vụ và Lãnh đạo Hạ viện. Ông từng là nghị sĩ của Remutaka kể từ cuộc bầu cử năm 2008. Ông trở thành nhân vật nổi bật của chiến dịch chống đại dịch COVID-19 tại New Zealand, giữ chức Bộ trưởng Bộ Y tế từ tháng 7 đến tháng 11 năm 2020 và Bộ trưởng Ứng phó với COVID-19 từ tháng 11 năm 2020 đến tháng 6 năm 2022.
Vào ngày 21 tháng 1 năm 2023, Hipkins trở thành ứng cử viên duy nhất kế nhiệm Jacinda Ardern với tư cách là lãnh đạo Đảng Lao động. Ông trở thành Thủ tướng thứ 41 của New Zealand vào ngày 7 tháng 2 năm 2023.